# Schmidtottia uliginosa
Schmidtottia uliginosa là một loài thực vật có hoa trong họ Thiến thảo. Loài này được (Wernham) Urb. miêu tả khoa học đầu tiên năm 1923.